# Howard Phillips (activista)
Howard Jay Phillips (3 de febrero de 1941 - 20 de abril de 2013) fue un candidato presidencial de Estados Unidos en tres ocasiones que se desempeñó como presidente de The Conservative Caucus, un grupo conservador de defensa de las políticas públicas que fundó en 1974. Phillips fue miembro fundador del Partido de los Contribuyentes de Estados Unidos, que más tarde se conoció como el Partido de la Constitución.

## Vida personal
Phillips nació en una familia judía en Boston en 1941, Phillips se convirtió al cristianismo evangélico como adulto en la década de 1970 y posteriormente se asoció con el reconstruccionismo cristiano.
Graduado en 1962 de la Universidad de Harvard en Cambridge, Massachusetts, fue elegido dos veces presidente del consejo de estudiantes y fue alabado por "La Cruz y la Bandera", una revista del Ku Klux Klan, por su inclinación ideológica "patriótica". Phillips también fue presidente de Policy Analysis, Inc., una organización de investigación de políticas públicas que publica el Boletín de Estrategia y Temas bimensuales.
Phillips residía en el condado de Fairfax, Virginia, en los suburbios de Washington D. C., con su esposa, la ex Margaret "Peggy" Blanchard.

## Años republicanos
Durante la Administración de Nixon, Phillips dirigió dos agencias federales , poniendo fin a su carrera en el Poder Ejecutivo como director de la Oficina de Oportunidades Económicas de los Estados Unidos (OEO) en la Oficina Ejecutiva del Presidente durante cinco meses en 1973, cargo al que renunció cuando el presidente de los Estados Unidos, Richard M. Nixon, renegó de su compromiso de vetar más fondos para los programas de la Gran Sociedad iniciados en la administración del predecesor de Nixon, el demócrata Lyndon B. Johnson . 
El nombramiento de Phillips por Nixon como director interino de la OEO en enero de 1973 desató una controversia nacional que culminó en un caso judicial en el Tribunal de Distrito de los Estados Unidos para el Distrito de Columbia ( Williams v. Phillips , 482 F.2d 669) que impugna la legalidad del nombramiento de Phillips, ya que el estatuto que establece el cargo no establece específicamente un derecho presidencial para hacer un nombramiento interino (uno no confirmado por el Senado) en las circunstancias existentes. La Corte dictaminó (y posteriormente afirmó el 2º Circuito ) que el presidente no tenía derecho a hacer el nombramiento interino y lo anuló, declarando ilegal su paso por el mismo.

## Formación del grupo conservador
Phillips dejó el Partido Republicano en 1974 después de unas dos décadas de servicio al Partido Republicano como trabajador electoral, director electoral, director de campaña, asistente del Congreso, presidente republicano municipal de Boston y asistente del presidente del Comité Nacional Republicano. En 1970, fue el candidato republicano para el sexto distrito del Congreso de Massachusetts. En 1978, Phillips terminó cuarto en las primarias demócratas del Senado de los Estados Unidos en Massachusetts.
En 1974, Phillips fundó el Conservative Caucus, un grupo de base nacional de defensa de las políticas públicas. El grupo se opuso a los tratados del Canal de Panamá de 1978 y los tratados Jimmy Carter - Leonid Brézhnev SALT II en 1979, apoyó la Iniciativa de Defensa Estratégica y reducciones importantes de impuestos durante la década de 1980, y luchó para terminar con los subsidios federales a los grupos activistas bajo el estandarte de "desfinanciar a la izquierda". 
En 1982, Phillips se unió al activista político Clymer Wright de Houston, Texas, en un esfuerzo infructuoso por convencer al presidente de los Estados Unidos, Ronald W. Reagan, de que destituyera al abogado de Houston James A. Baker III, del cargo de jefe de gabinete presidencial. Phillips y Wright afirmaron que Baker, un ex demócrata e íntimo político del entonces vicepresidente George HW Bush, estaba socavando las iniciativas conservadoras en la administración Reagan. Reagan rechazó la solicitud de Wright-Phillips y, en 1985, nombró a Baker como secretario del Tesoro de los Estados Unidos, a solicitud de Baker en un intercambio de trabajo con el entonces secretario Donald T. Regan , un exOficial de Merrill Lynch que se convirtió en jefe de personal. Reagan también reprendió a Phillips y Wright por emprender una "campaña de sabotaje" contra Baker.
La pelea contra Baker no fue el primer enfrentamiento de Phillips con Reagan. El año anterior, en 1981, se había unido a otros conservadores, incluido el reverendo Jerry Falwell, al oponerse a la nominación de Sandra Day O'Connor a la Corte Suprema de los Estados Unidos. Según Phillips, "La gente dice que no se puede saber cómo resultará un candidato a la Corte Suprema una vez en el estrado. Respetuosamente no estoy de acuerdo. En la mayoría de los casos, es muy claro. Me opuse a la nominación de Sandra Day O'Connor porque era muy claro que tenía un historial a favor del aborto en el Senado del Estado de Arizona y como juez en Arizona. También estaba aliada con Planned Parenthood". En 1990, Phillips se opuso a la primera nominación del presidente Bush de David Souter de New Hampshire al tribunal superior. Phillips dijo que se oponía a Souter porque "leí su tesis de último año en Harvard en la que decía que era un positivista legal y uno de sus héroes era Oliver Wendell Holmes Jr., y que rechazaba todas las teorías del derecho superior, como como los que se detallan en nuestra Declaración de Independencia. Además, fue administrador de dos hospitales: Dartmouth Hitchcock y Concord Memorial. Cambió con éxito la política de esos dos hospitales de aborto cero a aborto de conveniencia ".
Otras campañas del Caucus Conservador incluyen la oposición involucrada en el Tratado de Libre Comercio (TLC) y la Organización Mundial del Comercio, el apoyo a una versión nacional de la Propuesta 187 en California (finalizar los subsidios médicos para los extranjeros ilegales que no sean de emergencia), así como los continuos esfuerzos a oponerse a la atención médica financiada con fondos públicos, el aborto y los derechos de los homosexuales. Phillips fue el presentador de Conservative Roundtable , un programa semanal de televisión de asuntos públicos.

## Papel en la formación de la Nueva Derecha
Phillips jugó un papel fundamental en el liderazgo de la Nueva Derecha y en la fundación de la derecha religiosa en la década de 1970. Se trabajó con otros conservadores Paul Weyrich de la Fundación Heritage y ambos ex voz cristiana co-activistas Richard Viguerie y Terry Dolan para persuadir al reverendo Jerry Falwell para formar la Mayoría Moral, y ayudó a Judie Brown a formar la American Life League. 
Más tarde, Phillips continuó apoyando a la Nueva Derecha ayudando a fundar el Consejo de Política Nacional con el Dr. Tim LaHaye.

## Partido de los Contribuyentes de EE. UU. / Partido de la Constitución
Phillips fue uno de los fundadores del Partido de los Contribuyentes de EE. UU. (Que cambió su nombre a Partido de la Constitución en 1999), un tercero asociado con cuestiones conservadoras, antiaborto e ideas del gobierno constitucional sobre cuestiones sociales y fiscales. Fue el candidato presidencial de ese partido en las elecciones de 1992, 1996 y 2000 para presidente de Estados Unidos.

### Campañas presidenciales
Phillips hizo campaña por primera vez para presidente en 1992, cuando se negó a apoyar la reelección de George HW Bush en la carrera contra Bill Clinton de Arkansas. Terminó en séptimo lugar en la votación popular. La campaña recibió 43.369 votos para el 0,04% del voto total.
Phillips fue elegido por una abrumadora mayoría de delegados en la Convención Nacional del Partido de los Contribuyentes de Estados Unidos, en San Diego, California, el 17 de agosto de 1996, para servir como su candidato presidencial en las elecciones de 1996. Phillips terminó sexto con 184,656 votos para el 0.19% del voto total.
En las elecciones presidenciales de Estados Unidos de 2000, recibió 98.020 votos para el 0,1% del total de votos y un sexto lugar.

## Muerte
Phillips murió en su casa en Vienna, Virginia, el 20 de abril de 2013 a la edad de 72 años después de una batalla contra la demencia frontotemporal y la enfermedad de Alzheimer. Un servicio privado se llevó a cabo el 29 de abril de 2013 con Chuck Baldwin, el candidato presidencial del Partido de la Constitución de 2008, oficiando. 

## Escritos
- La nueva derecha en Harvard (1983)
- El desafío de Moscú a los intereses vitales de Estados Unidos en el África subsahariana (1987)
- Los próximos cuatro años (1992)
- Tiranía judicial: ¿Los nuevos reyes de América? (Amerisearch, 2005) ISBN  0-9753455-6-7  - autor colaborador